# Russischer Fußballpokal 2024/25
Der Russische Fußballpokal 2024/25 war die 33. Austragung des russischen Pokalwettbewerbs der Männer. Das Finale wurde am 1. Juni 2025 im Olympiastadion Luschniki in Moskau ausgetragen. Titelverteidiger war Zenit St. Petersburg.

## Modus
Der Wettbewerb wird in zwei verschiedenen Pfade unterteilt. Im regionalen Pfad spielen die Mannschaften ab der zweitklassigen Perwenstwo FNL abwärts und im RPL-Pfad die Klubs der Premjer Liga. Im Finale treffen dann die Sieger beider Pfade aufeinander.
Bis zur dritten Runde nahmen 60 Mannschaften von der drittklassigen Perwenstwo PFL und 13 Amateurvereine teil. Die Teams der zweitklassigen Perwenstwo FNL stiegen in der vierten Runde. Die 16 Vereine der Premjer Liga spielten zunächst separat in vier Gruppen zu je vier Mannschaften jeweils zweimal gegeneinander. Die jeweils Gruppenersten und -zweiten qualifizierten sich für die nächste Runde, die Gruppendritten wechselten in den regionalen Pfad.
In den ersten sechs Runden des regionalen Pfades wurden alle Begegnungen in einem Spiel ausgetragen. Bei unentschiedenem Ausgang wurde zur Ermittlung des Siegers ohne Verlängerung ein Elfmeterschießen durchgeführt. In den Gruppenspielen zählte ein Sieg drei Punkte, ein Sieg nach Elfmeterschießen zwei Punkte und eine Niederlage nach Elfmeterschießen ein Punkt.
Ab dem Viertelfinale wurden die Begegnungen des RFL Pfades in Hin- und Rückspiel ausgetragen. Die Sieger qualifizierten sich für die nächste Runde, die Verlierer bekamen gegen die Teams des regionalen Pfades eine zweite Chance. Im regionalen Pfad wurden die Begegnungen in einem Spiel ausgetragen.
Der Pokalsieger qualifiziert sich normalerweise für die Europa League. Jedoch wurden nach dem russischen Überfall auf die Ukraine im Februar 2022 die russischen Vereine von der UEFA bis auf Weiteres aus allen Wettbewerben ausgeschlossen.

## Teilnehmende Teams
| Premjer-Liga (16) I | Premjer-Liga (16) I | Perwenstwo FNL (18) II | Perwenstwo FNL (18) II |
| --- | --- | --- | --- |
| - Dynamo Moskau - Lokomotive Moskau - Spartak Moskau - ZSKA Moskau - Achmat Grosny - Akron Toljatti - FK Chimki - Dynamo Machatschkala | - FK Fakel Woronesch - FK Krasnodar - Krylja Sowetow Samara - FK Pari Nischni Nowgorod - FK Orenburg - FK Rostow - Rubin Kasan - Zenit St. Petersburg | - Alanija Wladikawkas - Arsenal Tula - FK SKA-Chabarowsk - Baltika Kaliningrad - FK Jenissei Krasnojarsk - KAMAS Nabereschnyje Tschelny - FK Neftechimik Nischnekamsk - Rodina Moskau - Rotor Wolgograd | - Schinnik Jaroslawl - PFK Sokol Saratow - FK Sotschi - Torpedo Moskau - FK Tjumen - Tschaika Pestschanokopskoje - Tschernomorez Noworossijsk - FK Ufa - Ural Jekaterinburg |
| 0000000Perwenstwo PFL (60) III + IV | | | |
| Division A (18) III | Division B (42) IV00000000000000000000 | Division B (42) IV00000000000000000000 | Division B (42) IV00000000000000000000 |
| - Awangard Kursk - Chimik Dserschinsk - Dynamo Brjansk - Irtysch Omsk - FK Kaluga - FK Kuban Krasnodar - FK Leningradez - Maschuk-KMW Pjatigorsk - FK Metallurg Lipezk - FK Murom - FK Sibir Nowosibirsk - FK Spartak Kostroma - Tekstilschtschik Iwanowo - Torpedo Miass - FK Tscheljabinsk - Weles Moskau - Wolgar Astrachan - Wolga Uljanowsk | - Amkar Perm - Anguscht Nasran - FK Astrachan - FK Biolog-Nowokubansk - Druschba Maikop - Dynamo Barnaul - Dynamo Kirow - Dynamo Stawropol - FK Dynamo St. Petersburg - Dynamo Wladiwostok - Dynamo Wologda - FK Forte Taganrog - FK Irkutsk - FK Kolomna | - Komposit Pawlowski Posad - Kosmos Dogoprudny - FK Lada Toljatti - Kuban-Holding Pawlowskaja - Kwant Obninsk - Legion Machatschkala - Leon Saturn Ramenskoje - Luki-Energija Welikije Luki - Nart Tscherkessk - Nosta Nowotroizk - FK Orjol - Pobeda Chassawjurt - FK Rjasan - Sachalin Juschno-Sachalinsk | - FK Saljut Belgorod - Snamja Truda Orechowo-Sujewo - Sokol Kasan - Spartak Naltschik - FK Spartak Tambow - Strogino Moskau - Stroitel Kamensk-Schachtinski - Swesda St. Petersburg - Torpedo Wladimir - Tschertanowo Moskau - FK Twer - Uralez-TS Nischni Tagil - Wolna Nischni Nowgorod - Zenit Pensa |
| 0000000Amateure (13) | | | |
| - Ilpar Iljinski (V) - SSCHOR №1 Kristall St. Petersburg (V) - SSCH Leningradez (V) - Orgenergostroi Dimitrowgrad (V) | - FK Pskow-747 (V) - SOW Moskau (V) - FK Temp Barnaul (V) - FK Tscherepowez SSCHOR Witjas (V) | - Anri Wladiwostock (VI) - Kirowez-Woschoschdenije St. Petersburg (VI) | - FK Amkal Moskau (VII) - Broke Boys Moskau (VII) - FK 2DROTS Moskau (VII) |

## Regionaler Pfad

### 1. Runde
Teilnehmer: 21 Vereine der drittklassigen Perwenstwo PFL (Division B) und 13 Amateurvereine.
| Datum      |                                             | Ergebnis        |                                  |
| ---------- | ------------------------------------------- | --------------- | -------------------------------- |
| 30.07.2024 | FK 2DROTS Moskau (VII)                      | 1:0             | Strogino Moskau (IV)             |
| 30.07.2024 | Orgenergostroi Dimitrowgrad (V)             | 3:3 (3:4 i. E.) | FK Lada Toljatti (IV)            |
| 30.07.2024 | Ilpar Iljinski (V)                          | 0:2             | Uralez-TS Nischni Tagil (IV)     |
| 30.07.2024 | Kuban-Holding Pawlowskaja (IV)              | 2:1             | Druschba Maikop (IV)             |
| 30.07.2024 | FK Tscherepowez SSCHOR Witjas (IV)          | 0:1             | Dynamo Wologda (IV)              |
| 31.07.2024 | Anri Wladiwostok (VI)                       | 1:5             | Dynamo Wladiwostok (IV)          |
| 31.07.2024 | FK Temp Barnaul (V)                         | 2:1             | Dynamo Barnaul (IV)              |
| 31.07.2024 | Pobeda Chassawjurt (IV)                     | 1:0             | Anguscht Nasran (IV)             |
| 31.07.2024 | SSCH Leningradez (V)                        | 1:3             | FK Dynamo St. Petersburg (IV)    |
| 31.07.2024 | SSCHOR №1 Kristall St. Petersburg (VI)      | 4:1             | Swesda St. Petersburg (IV)       |
| 31.07.2024 | Broke Boys Moskau (VII)                     | 1:1 (4:2 i. E.) | Kwant Obninsk (IV)               |
| 31.07.2024 | Nart Tscherkessk (IV)                       | 1:2             | FK Biolog-Nowokubansk (IV)       |
| 31.07.2024 | FK Pskow-747 (V)                            | 1:1 (3:4 i. E.) | Luki-Energija Welikije Luki (IV) |
| 01.08.2024 | Sokol Kasan (IV)                            | 1:1 (4:3 i. E.) | Wolna Nischni Nowgorod (IV)      |
| 01.08.2024 | SOW Moskau (V)                              | 2:3             | Torpedo Wladimir (IV)            |
| 01.08.2024 | FK Amkal Moskau (VII)                       | 8:1             | FK Kolomna (IV)                  |
| 01.08.2024 | Kirowez-Woschoschdenije St. Petersburg (VI) | 0:2             | FK Twer (IV)                     |

### 2. Runde
Teilnehmer: Die 17 Sieger der ersten Runde, die 21 bestplatzierten Vereine der Perwenstwo PFL (Division B) und 18 Vereine der Perwenstwo PFL (Division A)
| Datum      |                                    | Ergebnis        |                                       |
| ---------- | ---------------------------------- | --------------- | ------------------------------------- |
| 20.08.2024 | Uralez-TS Nischni Tagil (IV)       | 1:1 (4:5 i. E.) | Amkar Perm (IV)                       |
| 20.08.2024 | FK Biolog-Nowokubansk (IV)         | 0:2             | Maschuk-KMW Pjatigorsk (III)          |
| 20.08.2024 | Spartak Naltschik (IV)             | 0:1             | Dynamo Stawropol (IV)                 |
| 20.08.2024 | Stroitel Kamensk-Schachtinski (IV) | 2:5             | FK Forte Taganrog (IV)                |
| 20.08.2024 | Weles Moskau (III)                 | 0:2             | FK Amkal Moskau (VII)                 |
| 21.08.2024 | Irtysch Omsk (III)                 | 1:1 (6:7 i. E.) | FK Tscheljabinsk (III)                |
| 21.08.2024 | FK Saljut Belgorod (IV)            | 4:2             | FK Spartak Tambow (IV)                |
| 21.08.2024 | FK Sibir Nowosibirsk (III)         | 4:3             | FK Temp Barnaul (V)                   |
| 21.08.2024 | FK Lada Toljatti (IV)              | 0:2             | Wolga Uljanowsk (III)                 |
| 21.08.2024 | Torpedo Miass (III)                | 1:0             | Nosta Nowotroizk (IV)                 |
| 21.08.2024 | FK Astrachan (IV)                  | 2:1             | Legion Machatschkala (IV)             |
| 21.08.2024 | Dynamo Kirow (IV)                  | 3:2             | Sokol Kasan (IV)                      |
| 21.08.2024 | Dynamo Wladiwostok (IV)            | 1:0             | FK Irkutsk (IV)                       |
| 21.08.2024 | FK Dynamo St. Petersburg (IV)      | 1:2             | Komposit Pawlowski Posad (IV)         |
| 21.08.2024 | FK Kuban Krasnodar (III)           | 0:5             | Kuban-Holding Pawlowskaja (IV)        |
| 21.08.2024 | FK Leningradez (III)               | 4:0             | SSCHOR №1 Kristall St. Petersburg (V) |
| 21.08.2024 | FK Twer (IV)                       | 1:1 (2:4 i. E.) | Snamja Truda Orechowo-Sujewo (IV)     |
| 21.08.2024 | Tschertanowo Moskau (IV)           | 3:1             | Leon Saturn Ramenskoje (IV)           |
| 21.08.2024 | FK Rjasan (IV)                     | 4:0             | Dynamo Brjansk (III)                  |
| 21.08.2024 | FK Metallurg Lipezk (III)          | 1:2             | Zenit Pensa (IV)                      |
| 21.08.2024 | Sachalin Juschno-Sachalinsk (IV)   | 0:2             | Kosmos Dogoprudny (IV)                |
| 21.08.2024 | Torpedo Wladimir (IV)              | 2:2 (4:5 i. E.) | FK Murom (III)                        |
| 21.08.2024 | Wolgar Astrachan (III)             | 3:1             | Pobeda Chassawjurt (IV)               |
| 21.08.2024 | Awangard Kursk (III)               | 0:2             | FK Orjol (IV)                         |
| 21.08.2024 | Luki-Energija Welikije Luki (IV)   | 2:1             | FK Kaluga (III)                       |
| 21.08.2024 | FK Spartak Kostroma (III)          | 1:0             | FK 2DROTS Moskau (VII)                |
| 22.08.2024 | Dynamo Wologda (IV)                | 1:3             | Tekstilschtschik Iwanowo (III)        |
| 22.08.2024 | Chimik Dserschinsk (III)           | 1:0             | Broke Boys Moskau (VII)               |

### 3. Runde
Teilnehmer: Die 28 Sieger der 2. Runde
| Datum      |                                   | Ergebnis        |                                |
| ---------- | --------------------------------- | --------------- | ------------------------------ |
| 03.09.2024 | Amkar Perm (IV)                   | 1:0             | Torpedo Miass (III)            |
| 03.09.2024 | FK Forte Taganrog (IV)            | 0:1             | Kuban-Holding Pawlowskaja (IV) |
| 03.09.2024 | Tekstilschtschik Iwanowo (III)    | 1:1 (3:4 i. E.) | FK Spartak Kostroma (III)      |
| 04.09.2024 | Dynamo Wladiwostok (IV)           | 2:0             | FK Sibir Nowosibirsk (III)     |
| 04.09.2024 | Kosmos Dogoprudny (IV)            | 1:2             | FK Amkal Moskau (VII)          |
| 04.09.2024 | Wolga Uljanowsk (III)             | 7:0             | Dynamo Kirow (IV)              |
| 04.09.2024 | FK Tscheljabinsk (III)            | 1:0             | Tschertanowo Moskau (IV)       |
| 04.09.2024 | FK Murom (III)                    | 2:2 (4:5 i. E.) | Chimik Dserschinsk (III)       |
| 04.09.2024 | Snamja Truda Orechowo-Sujewo (IV) | 2:0             | FK Leningradez (III)           |
| 04.09.2024 | FK Astrachan (IV)                 | 1:2             | Wolgar Astrachan (III)         |
| 04.09.2024 | Maschuk-KMW Pjatigorsk (III)      | 1:0             | Dynamo Stawropol (IV)          |
| 04.09.2024 | FK Orjol (IV)                     | 4:2             | FK Saljut Belgorod (IV)        |
| 05.09.2024 | Komposit Pawlowski Posad (IV)     | 3:0             | Zenit Pensa (IV)               |
| 05.09.2024 | Luki-Energija Welikije Luki (IV)  | 3:0             | FK Rjasan (IV)                 |

### 4. Runde
Teilnehmer: Die 14 Sieger der dritten Runde haben gegen die 18 Klubs der zweitklassigen Perwenstwo FNL Heimrecht. Um ein Gleichgewicht herzustellen, wandern zwei Zweitligisten in den Auslosungstopf zu den Gewinnern der 3. Runde.
| Datum      |                                   | Ergebnis        |                                  |
| ---------- | --------------------------------- | --------------- | -------------------------------- |
| 24.09.2024 | Kuban-Holding Pawlowskaja (IV)    | 0:5             | FK Sotschi (II)                  |
| 24.09.2024 | Amkar Perm (IV)                   | 3:3 (4:3 i. E.) | Tschernomorez Noworossijsk (II)  |
| 24.09.2024 | FK Tscheljabinsk (III)            | 0:2             | FK Tjumen (II)                   |
| 24.09.2024 | Wolga Uljanowsk (III)             | 1:1 (4:3 i. E.) | Rotor Wolgograd (II)             |
| 25.09.2024 | Dynamo Wladiwostok (IV)           | 0:0 (2:3 i. E.) | Schinnik Jaroslawl (II)          |
| 25.09.2024 | Maschuk-KMW Pjatigorsk (III)      | 0:3             | Rodina Moskau (II)               |
| 25.09.2024 | Ural Jekaterinburg (II)           | 1:0             | FK SKA-Chabarowsk (II)           |
| 25.09.2024 | Wolgar Astrachan (III)            | 1:1 (4:5 i. E.) | FK Ufa (II)                      |
| 25.09.2024 | FK Orjol (IV)                     | 2:3             | PFK Sokol Saratow (II)           |
| 25.09.2024 | Luki-Energija Welikije Luki (IV)  | 1:1 (1:3 i. E.) | Baltika Kaliningrad (II)         |
| 25.09.2024 | Komposit Pawlowski Posad (IV)     | 0:0 (4:2 i. E.) | FK Neftechimik Kischnekamsk (II) |
| 25.09.2024 | Chimik Dserschinsk (III)          | 0:3             | Tschaika Pestschanokopskoje (II) |
| 25.09.2024 | Kamas Nabereschnyje Tschelny (II) | 1:2             | Torpedo Moskau (II)              |
| 26.09.2024 | FK Spartak Kostroma (III)         | 1:0             | FK Jenissei Krasnojarsk (II)     |
| 26.09.2024 | Snamja Truda Orechowo-Sujewo (IV) | 1:1 (4:3 i. E.) | Arsenal Tula (II)                |
| 26.09.2024 | FK Amkal Moskau (VII)             | 0:1             | Alanija Wladikawkas (II)         |

### 5. Runde
Teilnehmer: Die 16 Sieger der vierten Runde.
| Datum      |                                  | Ergebnis        |                                   |
| ---------- | -------------------------------- | --------------- | --------------------------------- |
| 15.10.2024 | Amkar Perm (IV)                  | 1:0             | Komposit Pawlowski Posad (IV)     |
| 15.10.2024 | FK Ufa (II)                      | 0:1             | Schinnik Jaroslawl (II)           |
| 15.10.2024 | PFK Sokol Saratow (II)           | 1:3             | Ural Jekaterinburg (II)           |
| 16.10.2024 | FK Tjumen (II)                   | 0:0 (4:3 i. E.) | Alanija Wladikawkas (II)          |
| 16.10.2024 | Rodina Moskau (II)               | 1:2             | FK Spartak Kostroma (III)         |
| 16.10.2024 | Torpedo Moskau (II)              | 0:4             | Baltika Kaliningrad (II)          |
| 16.10.2024 | FK Sotschi (II)                  | 2:0             | Wolga Uljanowsk (III)             |
| 17.10.2024 | Tschaika Pestschanokopskoje (II) | 2:0             | Snamja Truda Orechowo-Sujewo (IV) |

### 6. Runde
Teilnehmer: Die 8 Sieger der fünften Runde. Die Sieger qualifizierten sich für das Viertelfinale im regionalen Pfad.
| Datum      |                          | Ergebnis        |                                  |
| ---------- | ------------------------ | --------------- | -------------------------------- |
| 29.10.2024 | FK Tjumen (II)           | 3:0             | Amkar Perm (IV)                  |
| 29.10.2024 | Baltika Kaliningrad (II) | 0:1             | Ural Jekaterinburg (II)          |
| 30.10.2024 | Schinnik Jaroslawl (II)  | 0:0 (4:2 i. E.) | Tschaika Pestschanokopskoje (II) |
| 30.10.2024 | FK Sotschi (II)          | 2:2 (4:2 i. E.) | FK Spartak Kostroma (III)        |

## Gruppenphase RPL Pfad
Basiert auf den Ergebnissen der Premjer-Liga 2023/24 und der Perwenstwo FNL 2023/24 wurden am 10. Juni 2024 die Zusammensetzung der Töpfe 1 bis 4 veröffentlicht. In derselben Gruppe durften nicht mehr als zwei Mannschaften aus Moskau und dem Oblast Moskau sein, auch der FK Krasnodar, FK Rostow und FK Fakel Woronesch konnten aus Logistikgründen in diesen Städten nicht in dieselbe Gruppe kommen.
| Topf 1                                                                    | Topf 2                                                   | Topf 3                                                                     | Topf 4                                                                               |
| ------------------------------------------------------------------------- | -------------------------------------------------------- | -------------------------------------------------------------------------- | ------------------------------------------------------------------------------------ |
| - Zenit St. Petersburg - FK Krasnodar - Dynamo Moskau - Lokomotive Moskau | - Spartak Moskau - ZSKA Moskau - FK Rostow - Rubin Kasan | - Krylja Sowetow Samara - Achmat Grosny - FK Fakel Woronesch - FK Orenburg | - FK Pari Nischni Nowgorod - FK Akron Toljatti - FK Chimki - FK Dynamo Machatschkala |

Punktesystem: Sieg = 3 Punkte – Sieg nach 11m-Schießen = 2 Punkte – Niederlage nach 11m-Schießen = 1 Punkt. – Bei Punktgleichheit von zwei Mannschaften zählt der direkte Vergleich, von drei Mannschaften das Torverhältnis. Die Gruppensieger und -zweiten qualifizierten sich für das Viertelfinale des RPL, die Gruppendritten für das Viertelfinale des regionalen Pfads. Gespielt wird vom 30. Juli bis 24. Oktober 2024.
Platzierungskriterien: 1. Punkte – 2. Direkter Vergleich (Punkte, Tordifferenz, geschossene Tore) – 3. Siege – 4. Tordifferenz – 5. geschossene Tore

### Gruppe A
| Pl. | Verein                  | Sp. | S | U+ | U− | N | Tore  | Diff. | Punkte |
| --- | ----------------------- | --- | - | -- | -- | - | ----- | ----- | ------ |
| 1.  | Spartak Moskau          | 6   | 5 | 0  | 0  | 1 | 14:40 | +10   | 15     |
| 2.  | Dynamo Moskau           | 6   | 3 | 1  | 0  | 2 | 17:13 | +4    | 11     |
| 3.  | FK Dynamo Machatschkala | 6   | 2 | 0  | 2  | 2 | 8:8   | ±0    | 08     |
| 4.  | Krylja Sowetow Samara   | 6   | 0 | 1  | 0  | 5 | 08:22 | −14   | 02     |

|                       | SPA | DMO       | DMA       | KRY |
| Spartak Moskau        |     | 3:0       | 0:1       | 4:1 |
| Dynamo Moskau         | 2:3 |           | 2:1       | 5:1 |
| Dynamo Machatschkala  | 0:1 | 2:2 (3:5) |           | 1:0 |
| Krylja Sowetow Samara | 0:3 | 3:6       | 3:3 (5:3) |     |

| Pl. | Verein                  | Sp. | S | U+ | U− | N | Tore  | Diff. | Punkte |
| --- | ----------------------- | --- | - | -- | -- | - | ----- | ----- | ------ |
| 1.  | Spartak Moskau          | 6   | 5 | 0  | 0  | 1 | 14:40 | +10   | 15     |
| 2.  | Dynamo Moskau           | 6   | 3 | 1  | 0  | 2 | 17:13 | +4    | 11     |
| 3.  | FK Dynamo Machatschkala | 6   | 2 | 0  | 2  | 2 | 8:8   | ±0    | 08     |
| 4.  | Krylja Sowetow Samara   | 6   | 0 | 1  | 0  | 5 | 08:22 | −14   | 02     |

|                       | SPA | DMO       | DMA       | KRY |
| Spartak Moskau        |     | 3:0       | 0:1       | 4:1 |
| Dynamo Moskau         | 2:3 |           | 2:1       | 5:1 |
| Dynamo Machatschkala  | 0:1 | 2:2 (3:5) |           | 1:0 |
| Krylja Sowetow Samara | 0:3 | 3:6       | 3:3 (5:3) |     |

| Pl. | Verein            | Sp. | S | U+ | U− | N | Tore  | Diff. | Punkte |
| --- | ----------------- | --- | - | -- | -- | - | ----- | ----- | ------ |
| 1.  | Lokomotive Moskau | 6   | 5 | 1  | 0  | 0 | 17:60 | +11   | 17     |
| 2.  | FK Rostow         | 6   | 3 | 0  | 2  | 1 | 11:70 | +4    | 11     |
| 3.  | FK Chimki         | 6   | 1 | 1  | 0  | 4 | 05:16 | −11   | 05     |
| 4.  | FK Orenburg       | 6   | 1 | 0  | 0  | 5 | 06:10 | −4    | 03     |

|                   | LOK       | ROS       | CHI | ORE |
| Lokomotive Moskau |           | 1:0       | 4:0 | 2:1 |
| FK Rostow         | 2:2 (7:8) |           | 3:1 | 3:1 |
| FK Chimki         | 1:5       | 2:2 (8:7) |     | 1:0 |
| FK Orenburg       | 2:3       | 0:1       | 2:0 |     |

| Pl. | Verein            | Sp. | S | U+ | U− | N | Tore  | Diff. | Punkte |
| --- | ----------------- | --- | - | -- | -- | - | ----- | ----- | ------ |
| 1.  | Lokomotive Moskau | 6   | 5 | 1  | 0  | 0 | 17:60 | +11   | 17     |
| 2.  | FK Rostow         | 6   | 3 | 0  | 2  | 1 | 11:70 | +4    | 11     |
| 3.  | FK Chimki         | 6   | 1 | 1  | 0  | 4 | 05:16 | −11   | 05     |
| 4.  | FK Orenburg       | 6   | 1 | 0  | 0  | 5 | 06:10 | −4    | 03     |

|                   | LOK       | ROS       | CHI | ORE |
| Lokomotive Moskau |           | 1:0       | 4:0 | 2:1 |
| FK Rostow         | 2:2 (7:8) |           | 3:1 | 3:1 |
| FK Chimki         | 1:5       | 2:2 (8:7) |     | 1:0 |
| FK Orenburg       | 2:3       | 0:1       | 2:0 |     |

| Pl. | Verein            | Sp. | S | U+ | U− | N | Tore  | Diff. | Punkte |
| --- | ----------------- | --- | - | -- | -- | - | ----- | ----- | ------ |
| 1.  | Lokomotive Moskau | 6   | 5 | 1  | 0  | 0 | 17:60 | +11   | 17     |
| 2.  | FK Rostow         | 6   | 3 | 0  | 2  | 1 | 11:70 | +4    | 11     |
| 3.  | FK Chimki         | 6   | 1 | 1  | 0  | 4 | 05:16 | −11   | 05     |
| 4.  | FK Orenburg       | 6   | 1 | 0  | 0  | 5 | 06:10 | −4    | 03     |

|                   | LOK       | ROS       | CHI | ORE |
| Lokomotive Moskau |           | 1:0       | 4:0 | 2:1 |
| FK Rostow         | 2:2 (7:8) |           | 3:1 | 3:1 |
| FK Chimki         | 1:5       | 2:2 (8:7) |     | 1:0 |
| FK Orenburg       | 2:3       | 0:1       | 2:0 |     |

| Pl. | Verein            | Sp. | S | U+ | U− | N | Tore  | Diff. | Punkte |
| --- | ----------------- | --- | - | -- | -- | - | ----- | ----- | ------ |
| 1.  | Lokomotive Moskau | 6   | 5 | 1  | 0  | 0 | 17:60 | +11   | 17     |
| 2.  | FK Rostow         | 6   | 3 | 0  | 2  | 1 | 11:70 | +4    | 11     |
| 3.  | FK Chimki         | 6   | 1 | 1  | 0  | 4 | 05:16 | −11   | 05     |
| 4.  | FK Orenburg       | 6   | 1 | 0  | 0  | 5 | 06:10 | −4    | 03     |

|                   | LOK       | ROS       | CHI | ORE |
| Lokomotive Moskau |           | 1:0       | 4:0 | 2:1 |
| FK Rostow         | 2:2 (7:8) |           | 3:1 | 3:1 |
| FK Chimki         | 1:5       | 2:2 (8:7) |     | 1:0 |
| FK Orenburg       | 2:3       | 0:1       | 2:0 |     |

### Gruppe C
| Pl. | Verein                | Sp. | S | U+ | U− | N | Tore  | Diff. | Punkte |
| --- | --------------------- | --- | - | -- | -- | - | ----- | ----- | ------ |
| 1.  | ZSKA Moskau           | 6   | 4 | 1  | 0  | 1 | 8:2   | +6    | 14     |
| 2.  | Achmat Grosny         | 6   | 3 | 0  | 0  | 3 | 9:6   | +3    | 09     |
| 3.  | FK Krasnodar          | 6   | 3 | 0  | 0  | 3 | 4:7   | −3    | 09     |
| 4.  | Pari Nischni Nowgorod | 6   | 1 | 0  | 1  | 4 | 05:11 | −6    | 04     |

|                       | ZSK | ACH | KRA | NOW       |
| ZSKA Moskau           |     | 1:0 | 2:0 | 1:1 (4:2) |
| Achmat Grosny         | 0:2 |     | 3:0 | 4:1       |
| FK Krasnodar          | 1:0 | 1:0 |     | 1:2       |
| Pari Nischni Nowgorod | 0:2 | 1:2 | 0:1 |           |

| Pl. | Verein                | Sp. | S | U+ | U− | N | Tore  | Diff. | Punkte |
| --- | --------------------- | --- | - | -- | -- | - | ----- | ----- | ------ |
| 1.  | ZSKA Moskau           | 6   | 4 | 1  | 0  | 1 | 8:2   | +6    | 14     |
| 2.  | Achmat Grosny         | 6   | 3 | 0  | 0  | 3 | 9:6   | +3    | 09     |
| 3.  | FK Krasnodar          | 6   | 3 | 0  | 0  | 3 | 4:7   | −3    | 09     |
| 4.  | Pari Nischni Nowgorod | 6   | 1 | 0  | 1  | 4 | 05:11 | −6    | 04     |

|                       | ZSK | ACH | KRA | NOW       |
| ZSKA Moskau           |     | 1:0 | 2:0 | 1:1 (4:2) |
| Achmat Grosny         | 0:2 |     | 3:0 | 4:1       |
| FK Krasnodar          | 1:0 | 1:0 |     | 1:2       |
| Pari Nischni Nowgorod | 0:2 | 1:2 | 0:1 |           |

### Gruppe D
| Pl. | Verein               | Sp. | S | U+ | U− | N | Tore   | Diff. | Punkte |
| --- | -------------------- | --- | - | -- | -- | - | ------ | ----- | ------ |
| 1.  | Zenit St. Petersburg | 6   | 5 | 0  | 1  | 0 | 13:200 | +11   | 16     |
| 2.  | Rubin Kasan          | 6   | 3 | 0  | 0  | 3 | 7:40   | +3    | 09     |
| 3.  | Akron Toljatti       | 6   | 2 | 1  | 0  | 3 | 6:12   | −6    | 08     |
| 4.  | Fakel Woronesch      | 6   | 1 | 0  | 0  | 5 | 2:10   | −8    | 03     |

|                      | ZEN       | RUB | AKR | FAK |
| Zenit St. Petersburg |           | 2:0 | 5:1 | 3:0 |
| Rubin Kasan          | 0:1       |     | 4:0 | 0:1 |
| Akron Toljatti       | 1:1 (5:4) | 0:1 |     | 2:0 |
| Fakel Woronesch      | 0:1       | 0:2 | 1:2 |     |

| Pl. | Verein               | Sp. | S | U+ | U− | N | Tore   | Diff. | Punkte |
| --- | -------------------- | --- | - | -- | -- | - | ------ | ----- | ------ |
| 1.  | Zenit St. Petersburg | 6   | 5 | 0  | 1  | 0 | 13:200 | +11   | 16     |
| 2.  | Rubin Kasan          | 6   | 3 | 0  | 0  | 3 | 7:40   | +3    | 09     |
| 3.  | Akron Toljatti       | 6   | 2 | 1  | 0  | 3 | 6:12   | −6    | 08     |
| 4.  | Fakel Woronesch      | 6   | 1 | 0  | 0  | 5 | 2:10   | −8    | 03     |

|                      | ZEN       | RUB | AKR | FAK |
| Zenit St. Petersburg |           | 2:0 | 5:1 | 3:0 |
| Rubin Kasan          | 0:1       |     | 4:0 | 0:1 |
| Akron Toljatti       | 1:1 (5:4) | 0:1 |     | 2:0 |
| Fakel Woronesch      | 0:1       | 0:2 | 1:2 |     |

## Viertelfinale
In den Viertelfinalspielen des RPL-Pfads konnten Teams derselben Gruppe nicht gegeneinander spielen. Die Zweitplatzierten der Gruppenphase bestritten die ersten Heimspiele. Die Sieger der 6. Runde des regionalen Pfads bestritten auch die ersten Spiele des regionalen Pfads zu Hause.
| Topf 1                                                                                    | Topf 2                                                                    |
| ----------------------------------------------------------------------------------------- | ------------------------------------------------------------------------- |
| - ZSKA Moskau (I) - Lokomotive Moskau (I) - Spartak Moskau (I) - Zenit St. Petersburg (I) | - FK Rostow (I) - Rubin Kasan (I) - Dynamo Moskau (I) - Achmat Grosny (I) |

| Topf 1                                                                                 | Topf 2                                                                             |
| -------------------------------------------------------------------------------------- | ---------------------------------------------------------------------------------- |
| - Schinnik Jaroslawl (II) - FK Sotschi (II) - FK Tjumen (II) - Ural Jekaterinburg (II) | - Akron Toljatti (I) - FK Chimki (I) - Dynamo Machatschkala (I) - FK Krasnodar (I) |

### RPL-Pfad
Den Teams aus Topf 2 wurden jeweils ein Team aus Topf 1 zugelost. Die Sieger erreichen das Halbfinale, die unterlegenen Teams wechseln in die 2. Phase Viertelfinale des regionalen Pfads.
| Datum          |                          | Gesamt          |                       | Hinspiel | Rückspiel |
| -------------- | ------------------------ | --------------- | --------------------- | -------- | --------- |
| 05./27.11.2024 | Spartak Moskau (I)       | 1:3             | FK Rostow (I)         | 0:1      | 1:2       |
| 05./28.11.2024 | Dynamo Moskau (I)        | 2:2 (4:3 i. E.) | Lokomotive Moskau (I) | 1:2      | 1:0       |
| 06./27.11.2024 | Zenit St. Petersburg (I) | 5:1             | Achmat Grosny (I)     | 3:0      | 2:1       |
| 06./26.11.2024 | Rubin Kasan (I)          | 0:3             | ZSKA Moskau (I)       | 0:0      | 0:3       |

### Regionaler Pfad
1. Phase
Die Sieger der 6. Runde (regionaler Pfad) spielten gegen die Drittplatzierten der Gruppenphase (RPL-Pfad).
| Datum      |                         | Ergebnis        |                          |
| ---------- | ----------------------- | --------------- | ------------------------ |
| 26.11.2024 | FK Tjumen (II)          | 3:3 (2:4 i. E.) | FK Krasnodar (I)         |
| 26.11.2024 | Schinnik Jaroslawl (II) | 0:1             | Akron Toljatti (I)       |
| 27.11.2024 | FK Sotschi (II)         | 1:1 (3:4 i. E.) | Dynamo Machatschkala (I) |
| 27.11.2024 | Ural Jekaterinburg (II) | 1:1 (4:3 i. E.) | FK Chimki (I)            |

2. Phase
| Datum      |                          | Ergebnis |                       |
| ---------- | ------------------------ | -------- | --------------------- |
| 11.03.2025 | FK Krasnodar (I)         | 1:2      | Achmat Grosny (I)     |
| 11.03.2025 | Dynamo Machatschkala (I) | 1:2      | Lokomotive Moskau (I) |
| 12.03.2025 | Ural Jekaterinburg (II)  | 1:0      | Rubin Kasan (I)       |
| 12.03.2025 | Akron Toljatti (I)       | 2:3      | Spartak Moskau (I)    |

## Halbfinale

### RPL-Pfad
Hier trafen die Sieger des Viertelfinales vom RPL-Pfad aufeinander. Die Gewinner spielten das Finale im RPL-Pfad aus, die Verlierer wechselten in die 2. Phase Halbfinale des regionalen Pfads.
| Datum             |                 | Gesamt |                          | Hinspiel | Rückspiel |
| ----------------- | --------------- | ------ | ------------------------ | -------- | --------- |
| 12.03./16.04.2025 | FK Rostow (I)   | 0:3    | Zenit St. Petersburg (I) | 0:1      | 0:2       |
| 12.03./16.04.2025 | ZSKA Moskau (I) | 2:1    | Dynamo Moskau (I)        | 2:1      | 0:0       |

### Regionaler Pfad
1. Phase
Die Sieger des Viertelfinals regionaler Pfad spielten hier gegeneinander.
| Datum      |                       | Ergebnis |                         |
| ---------- | --------------------- | -------- | ----------------------- |
| 15.04.2025 | Lokomotive Moskau (I) | 2:1      | Achmat Grosny (I)       |
| 15.04.2025 | Spartak Moskau (I)    | 3:0      | Ural Jekaterinburg (II) |

2. Phase
Die Sieger der 1. Phase Halbfinale trafen auf die Verlierer des RPL-Pfads Halbfinale.
| Datum      |                       | Ergebnis |                   |
| ---------- | --------------------- | -------- | ----------------- |
| 29.04.2025 | Spartak Moskau (I)    | 2:1      | Dynamo Moskau (I) |
| 30.04.2025 | Lokomotive Moskau (I) | 0:2      | FK Rostow (I)     |

## Finalspiele RPL und Regionaler Pfad

### RPL-Pfad
Hier trafen die Sieger des Halbfinales vom RPL-Pfad aufeinander.
| Datum             |                          | Gesamt          |                 | Hinspiel | Rückspiel |
| ----------------- | ------------------------ | --------------- | --------------- | -------- | --------- |
| 30.04./14.05.2025 | Zenit St. Petersburg (I) | 2:2 (3:4 i. E.) | ZSKA Moskau (I) | 2:0      | 0:2       |

### Regionaler Pfad
Der Sieger der 2. Phase des Halbfinals vom Regionalen Pfad spielten hier gegeneinander.
| Datum      |                    | Ergebnis |               |
| ---------- | ------------------ | -------- | ------------- |
| 15.05.2025 | Spartak Moskau (I) | 1:2      | FK Rostow (I) |

## Finale
| Paarung                   | FK Rostow – ZSKA Moskau |
| Ergebnis                  | 0:0, 3:4 i. E. |
| Datum                     | 1. Juni 2025 um 17:00 Uhr MESZ (18:00 Uhr MSK) |
| Stadion                   | Olympiastadion Luschniki, Moskau |
| Zuschauer                 | 57.176 |
| Schiedsrichter            | Kirill Lewnikow |
| Schiedsrichterassistenten | Dmitrij Jermakow und Andrej Wereteschkin |
| Vierter Offizieller       | Aleksej Suchoj |
| Tore                      | Elfmeterschießen: Choren Bajramjan (Pfosten) 0:1 Miralem Pjanić 1:1 Nikolai Komlitschenko Igor Diwejew (gehalten) Alexei Sutormin (gehalten) 1:2 Iwan Obljakow 2:2 Oumar Sako 2:3 Matwej Kisljak 3:3 Maxim Ossipenko 3:4 Milan Gajić |
| FK Rostow                 | Rustam Jatimow – Oumar Sako, Wiktor Meljochin, Maxim Ossipenko – Ronaldo, Konstantin Kutschajew (73. Iwan Komarow), Daniil Schantalij – Kirill Schtschetinin (88. Choren Bajramjan), Ilja Wachanija (88. Andrei Langowitsch) – Jegor Golenkow (78. Alexei Sutormin), Nikolai Komlitschenko Cheftrainer: Jonatan Alba Cabello ( Spanien) |
| ZSKA Moskau               | Igor Akinfejew – Milan Gajić, Willyan Rocha, Igor Diwejew, Moisés – Iwan Obljakow, Matwej Kisljak, Kristijan Bistrović (73. Abbosbek Fayzullaev) – Miralem Pjanić – Sékou Koïta (67. Tamerlan Mussajew), Saúl Guarirapa (87. Kirill Glebow) Cheftrainer: Marko Nikolic ( Serbien)                                                       |
| Gelbe Karten              | Wiktor Onopko (45., Trainer), Wiktor Meljochin (45.+4'), Oumar Sako (58.), Kirill Schtschetinin (81.) – keine |